# Paddington (stacja kolejowa)
Paddington (London Paddington) – stacja kolejowa w centralnym Londynie, na terenie gminy City of Westminster, w dzielnicy Paddington. Jest to jedna z głównych stacji stolicy, pełniąca funkcję stacji krańcowej dla połączeń kolejowych do południowo-zachodniej Anglii i południowej Walii. W 2019/2020 roku była to szósta pod względem ruchu pasażerskiego stacja w kraju, z roczną liczbą pasażerów szacowaną na blisko 45 mln.
Dworzec wybudowany został w latach 1850–1854 dla kompanii Great Western Railway na podstawie projektu Isambarda Kingdoma Brunela i Matthew Digby’ego Wyatta. Jest zabytkiem klasy I

## Ruch pasażerski
Szacunkowa roczna liczba pasażerów na przełomie 2019/2020 roku wyniosła 44 871 096. Połączenia m.in. z Bristolem, Bath, Penzance, Exeterem, Plymouth, Taunton, a także Cardiff, Swansea w południowej Walii. Ich operatorem jest firma Great Western Railway. Z kolei przewoźnicy Heathrow Express i Heathrow Connect obsługują pociągi jeżdżące na lotnisko Heathrow.

## Obsługa pasażerów
Kasy biletowe, automaty biletowe, informacja kolejowa, WC, bar, kawiarnia centrum handlowe.
W bezpośrednim sąsiedztwie stacji (częściowo pod nią, częściowo obok niej) znajduje się także jedna z największych stacji metra londyńskiego, również nosząca nazwę Paddington.

## Stacja w kulturze
Nazwa stacji kojarzona jest często z bajkową postacią Misia Paddingtona, bohatera książek dla dzieci autorstwa Michaela Bonda. Bohater serii bajek właśnie na dworcu tej stacji rozpoczyna swą angielską przygodę i tak zostaje nazwany przez swych nowych gospodarzy – rodzinę Brownów. Na dworcu można kupić pluszowe figurki misia.
Jedna z powieści Agathy Christie, 4.50 z Paddington, rozpoczyna się morderstwem w pociągu wyjeżdżającym ze stacji Paddington.
Tłem jednej z początkowych scen w filmie Opowieści z Narnii: Lew, czarownica i stara szafa, w której rodzeństwo Piotr, Zuzanna, Edmund i Łucja, wyjeżdżają pociągiem w czasie wojny z Londynu w bezpieczniejsze miejsce na wieś, jest wnętrze Dworca Paddington.